# Église Saint-Nicolas de Donji Petrovci
Pour les articles homonymes, voir Église Saint-Nicolas.
L'église Saint-Nicolas de Donji Petrovci (en serbe cyrillique : Српска православна црква Светог Николе у Доњим Петровцима ; en serbe latin : Srpska pravoslavna crkva Svetog Nikole u Donjim Petrovcima) est une église orthodoxe serbe située à Donji Petrovci en Serbie, dans la municipalité de Ruma et dans la province de Voïvodine. Construite au début du XIXe siècle, elle est inscrite sur la liste des monuments culturels de grande importance de la république de Serbie (identifiant no SK 1301).

## Présentation
L'église Saint-Nicolas, située près du site archéologique de Bassianae, a été construite au début du XIXe siècle. Elle est constituée d'une nef unique et, à l'ouest, elle est dominée par un haut clocher surmonté d'une lanterne. Les façades sont rythmées par des pilastres surmontés de chapiteaux et par une corniche moulurée ; les fenêtres et les niches aveugles sont ornées de linteaux moulurés. 
L'iconostase, de style baroque, est due à Marko Vujatović, un artiste originaire de Sremski Karlovci ; elle est ornée de pilastres décorés de motifs floraux et surmontés de chapiteaux corinthiens`; plus de cinquante icônes y sont enchâssées, peintes en 1803 par Jovan Pantelić et remaniées à plusieurs reprises au XIXe siècle.